# Real Sebastiani Rieti 2021-2022
Questa voce raccoglie le informazioni riguardanti la Real Sebastiani Rieti nelle competizioni ufficiali della stagione 2021-2022.

## Stagione
Per il campionato 2021/22 l’obiettivo ovviamente non cambia: ottenere la promozione in A2. Della precedente rosa vengono riconfermati Loschi, Ndoja e Traini (con quest’ultimo che però, a causa dei numerosi infortuni che lo terranno spesso lontano dal parquet, verrà tagliato a stagione in corso). A questi giocatori si aggiungono gli arrivi dei playmaker Nicolas Stanic e Alessandro Piazza, delle guardie Marco Contento e Lorenzo Piccin, dell’ala piccola Omar Dieng, dell’ala forte Mario Ghersetti e dei centri Alberto Chiumenti, anch’egli tagliato a stagione in corso, e Roman Tchintcharauli. Il nuovo allenatore è Alessandro Finelli. La stagione non parte molto bene, anche a causa di una serie di infortuni che inizia già dal precampionato e che andrà avanti per diversi mesi, a tal punto che la Sebastiani, al termine della regular season, avrà disputato appena 2 partite su 30 a ranghi completi. In Supercoppa, dopo aver battuto nettamente Avellino e Piombino, arriva l’eliminazione dalle Final Eight ad opera dei rivali cittadini della N.P.C. Rieti per 85-82, con Traini che sbaglia la tripla del pareggio a 6” dal termine. Il campionato inizia con una grande vittoria su Rimini, ma la successiva sconfitta di Cesena mette a nudo quelli che sono i limiti della squadra, individuabili nell’età media molto alta dei giocatori, nella condizione atletica ben lontana dal top e in un amalgama di squadra non ancora raggiunto. Il girone di andata prosegue tra alti e bassi e la RSR, anche a causa di una sconfitta a Jesi (che costa l’esonero a coach Finelli), manca la qualificazione alle finali di Coppa Italia. Il ritorno inizia malissimo: la Sebastiani perde a Rimini, successivamente Cesena concede il bis, espugnando il PalaSojourner. Qui si ha però la svolta positiva della stagione: Finelli viene richiamato, così come il preparatore atletico Luca Verdecchia, la squadra ritrova gioco e compattezza e anche la serie di infortuni inizia pian piano a volgere al termine. Nel frattempo giungono alle pendici del Terminillo due nuovi giocatori: Marco Maganza (centro), in sostituzione di Chiumenti, e Zdravko Okiljevic (ala forte). Arriva un nuovo ko, nel finale punto a punto della stracittadina d’andata, recuperata durante il girone di ritorno a causa dei focolai di Covid-19 che hanno colpito la RSR prima e la NPC poi, ma da qui in avanti, e fino alla semifinale playoff, la Sebastiani non perderà più alcuna partita, mettendo insieme una striscia record di 19 vittorie consecutive (di cui 13 in stagione regolare e 6 nei playoff), compresi il derby di ritorno contro la NPC, condotto dall’inizio alla fine, lo scontro diretto contro la capolista Roseto, in un finale punto a punto risolto da 3 triple consecutive di Stanic, e il trentello di scarto inflitto al PalaSojourner agli eterni rivali della Sutor Montegranaro, concludendo la stagione regolare al secondo posto del girone C. Nei playoff, la Sebastiani supera agevolmente Reggio Calabria nei quarti e Senigallia in semifinale, qualificandosi alla finale contro Agrigento, capolista nel girone D. La RSR perde nettamente le prime due sfide in terra siciliana, riscattandosi in gara 3 e 4 al PalaSojourner. Nella decisiva gara 5, disputata ancora ad Agrigento, gli uomini di coach Finelli conducono per lunghi tratti della partita e si presentano a un minuto dal termine in vantaggio per 60-58, ma una tripla di Lorenzo Ambrosin e un paio di errori in attacco portano alla beffa finale, con la promozione in A2 che sfuma per un soffio.

## Staff tecnico
- Allenatore: Alessandro Finelli
- Vice-allenatore: Matteo Mattioli
- Assistente allenatore: Enrico Miluzzi

## Organigramma societario
- Patron: Roberto Pietropaoli
- Presidente: Giorgio Pietropaoli
- General Manager: Alessandro Giuliani
- Direttore Generale: Anna Elisa Pace
- Direttore Sportivo: Luca Palombi
- Team Manager: Mauro Angelucci
- Direttore Comunicazione: Marco Ferroni
- Responsabile Social Media: Nikolaj Cocko
- Fotografo ufficiale: Gianluca Vannicelli
- Segreteria: Simona Reisoni
- Addetto Stampa: Giovanni Sanna
- Speaker: Lorenzo Cecchetelli